# Амадзаке
Амадзаке (яп. 甘酒) — традиційний солодкий, слабоалкогольний японський напій з ферментованого рису. Він датується періодом Кофун (250—538 рр. н. е.), і згадується в Ніхон Сьокі. Це один з численних прикладів японської їжі, для виготовлення якого використовують цвіль кодзі Aspergillus oryzae (яп. 麹), включно з місо, соєвим соусом і саке.

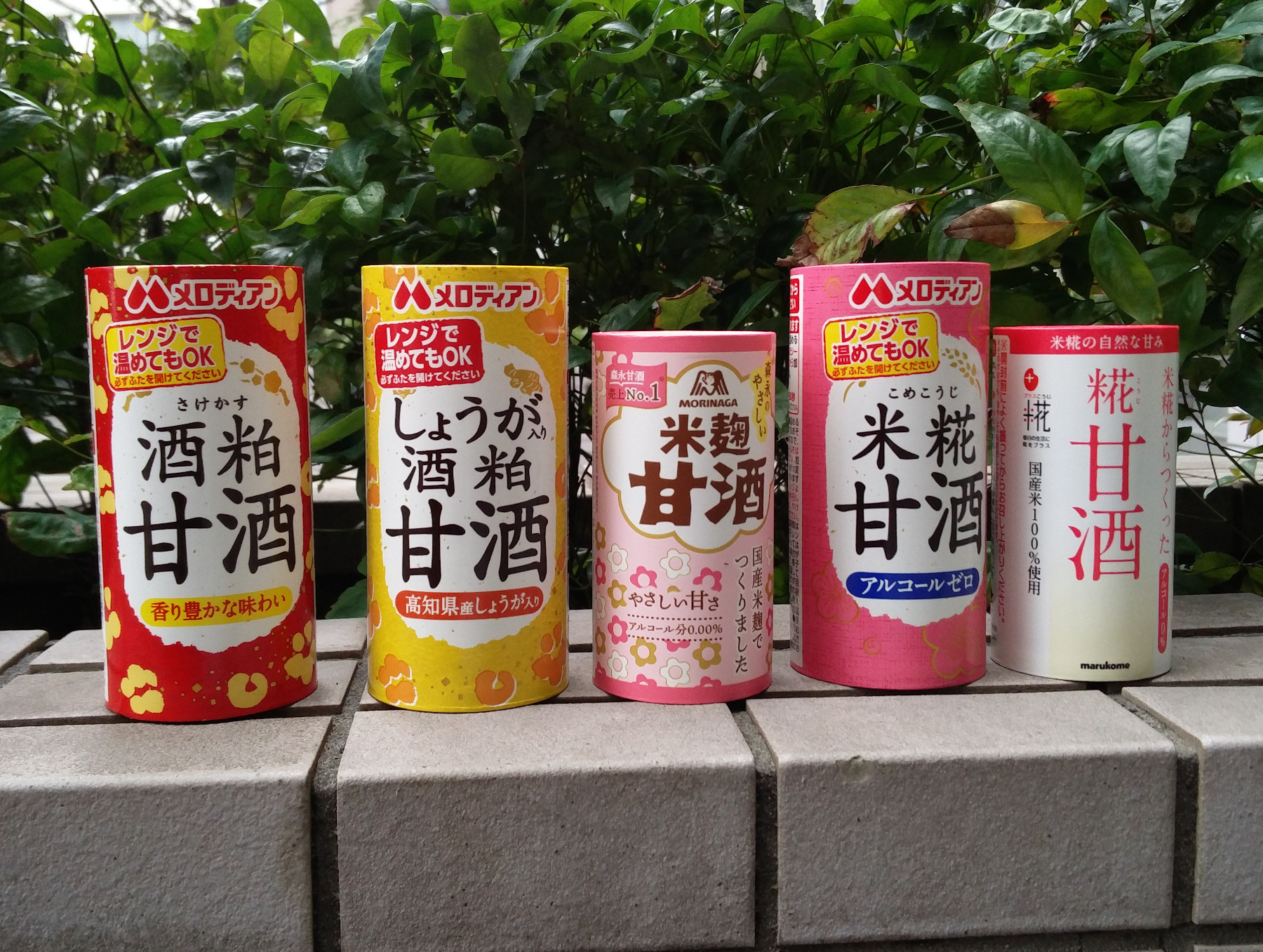
Кілька видів амадзаке з супермаркету

Існує кілька рецептів амадзаке, які використовуються вже сотні років. За популярним рецептом, кодзі додають до охолодженого цільнозернового рису, змушуючи ферменти розщеплювати вуглеводи до більш простих нерафінованих цукрів. У міру інкубації суміші вміст цукру підвищується природним шляхом. За іншим популярним рецептом саке касу просто змішують з водою, зазвичай з додаванням цукру.
Амадзаке можна використовувати як десерт, закуску, натуральний підсолоджувач, дитяче харчування, заправку для салатів або смузі. Традиційний напій (готується поєднанням амадзаке та води, що нагрівається до кипіння, часто з щіпкою дрібно натертого імбиру) був популярним серед вуличних торговців, і його досі подають у корчмах, чайних та на фестивалях. Багато синтоїстських святинь надають або продають його у під час святкування Нового року. Цей напій, як правило, споживається у великих кількостях протягом зимових місяців, періоду, який включає кілька великих свят, включно з Хіна-мацурі. Літом же напій споживається холодним.
Амадзаке вважається дуже поживним напоєм. Він містить вітаміни В1, В2, В6, фолієву кислоту, харчові волокна, олігосахариди, цистеїн, аргінін та глутамін. Через свій хімічний склад, амадзаке називають англ. drinkable IV, буквально «питна внутрішньовенна [ін'єкція]». У Японії його часто вважають ліками від похмілля. За межами Японії цей напій часто продається в азійських продуктових магазинах протягом і в магазинах натуральних продуктів харчування в США та Європі як напій та натуральний підсолоджувач.
Амадзаке набуває популярності, як новий бренд «супер'їжі». Так, продажі амадзаке в Японії зросли на 187 % за період 2016—2017 років.
Подібні напої включають китайський напій цзюнян і корейський дансул.